# Рабство

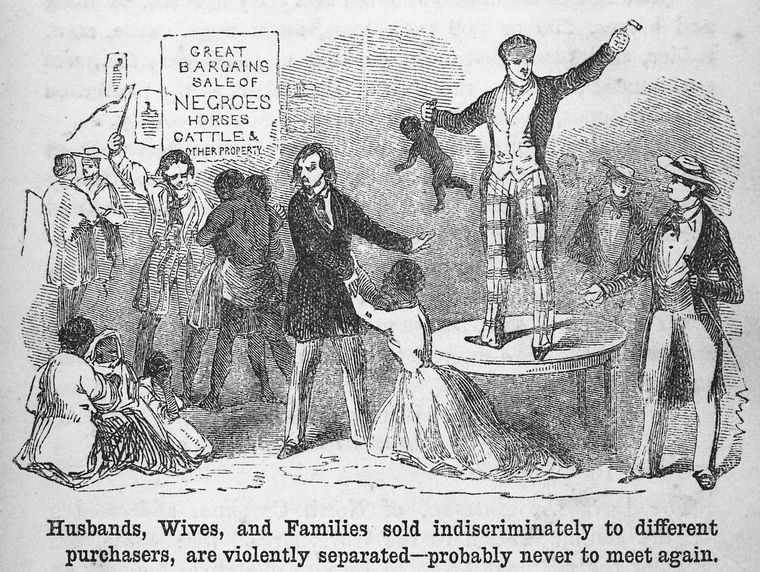
«Мужья, жены и семьи, проданные без разбора разным покупателям, насильственно разлучены — вероятно, они никогда больше не встретятся», 1843, Нью-Йоркская публичная библиотека

Ра́бство — система общественных взаимоотношений, при которой допускается нахождение человека (раба) в собственности у другого человека (господина, рабовладельца, хозяина, повелителя) или государства. Прежде в рабов обращали пленников, преступников и должников, позже и гражданских лиц, которых принуждали работать на своего хозяина. Рабство в этой форме было широко распространено до XX века, в некоторых арабских и африканских странах существует до сих пор.
В современном мире рабство осуждается в большинстве стран мира как преступление и запрещено законодательствами этих стран. В настоящее время рабство запрещено во всех странах; последней отменила рабство Мавритания в 1981 году, хотя де-факто эта отмена не была осуществлена полностью.
Рабство существовало с доисторических времён в различных цивилизациях, в большинстве случаев принимая те или иные институциональные формы. Долгое время в европейской историографии, особенно марксистской, рабский труд считался характерным для древних государств, и как отдельная общественно-экономическая формация выделялся рабовладельческий строй. В настоящее время большинство исследователей считает, что рабский труд никогда не составлял основы производства и не был специфической чертой государств Древнего мира. 
В настоящее время также существуют явления, неотличимые от рабства или сходные с ним. К таковым могут относить: крепостное право, долговую кабалу, закрытое содержание домашней прислуги, детей-солдат, торговлю людьми, передачу детей и подростков в целях эксплуатации и насильственный брак. В соответствии с таким подходом, в современном мире на рабском положении находится, по разным оценкам, от 20 до 36 млн человек.
В условиях XXI века это социальное явление, характеризующееся тотальным ограничением прав человека (лица или группы лиц), его свободы, личной неприкосновенности, принуждением к подневольному труду, к выполнению работы, не ограниченной по времени или неопределённой по характеру, к сексуальной несвободе, а также эксплуатации лица в качестве объекта права собственности (путём продажи, сдачи внаём и других).

## Этимология
Русское слово «рабство» происходит от «раб», которое является заимствованием из церк.-слав. рабъ. Первоначальная русская форма — *робъ. По мнению Захария Горюшкина, в XVIII—XIX веках в Российской империи считалось, что «рабство» произошло от слова «работа». Он выделял рабство временное, то есть работу на господина по договору за плату, и «вечное», при котором раб обязан по закону «служить господину потомственно».
По одной из версий, получившей распространение начиная с XVIII века, слова «раб» и «рабство» в романских (исп. esclavo, порт. escravo и др.), германских (англ. slave, нем. Sklave и др.) и некоторых других языках (например, арабском — сакалиба, валлийском, в искусственных эсперанто и волапюке) происходят от слова «славянин»: эти слова, через позднелатинское Sclāvus, являются производными от ср.-греч. Σκλάβος [Sklábos], Σκλάβινοι [Sklábinoi], изначально указывавшего на племенное название славян (праслав. *Slověninŭ), но в VIII—IX веках изменившего значение на «военнопленный раб», «раб», поскольку славянские пленники стали нередким объектом работорговли. Некоторые авторы, начиная с XIX века, считали эту версию спорной. Одна из современных академических версий возводит происхождение византийского Σκλάβος к глаголу σκυλάω [skūláō, skyláō], σκυλεύω [skūleúō, skyleúō], означающему «раздевать (убитого) врага», «добывать военные трофеи». Эта гипотеза также подвергается критике.

## Официальные определения
В Дигестах Юстиниана (Corpus iuris civilis) рабство определяется как «установление права народов, в силу которого лицо подчинено чужому владычеству вопреки природе» (Digest. 1.5.4.1).
Конвенция «О рабстве», принятая Лигой Наций в 1926 году, ввела в международный оборот следующие определения раба и работорговли:

1. Под рабством понимается положение или состояние лица, в отношении которого осуществляются некоторые или все полномочия, присущие праву собственности.
2. Под работорговлей понимаются все действия, связанные с захватом, приобретением какого-либо лица или с распоряжением им с целью обращения его в рабство; все действия, связанные с приобретением раба с целью его продажи или обмена; все действия по продаже или обмену лица, приобретённого с этой целью, и вообще всякое действие по торговле или перевозке рабов.

— Цит. по ООН, 2002, Статья 1
Рабство осуждено договором Лиги Наций в 1926 году и во Всеобщей декларации прав человека ООН от 1948, а также во всех других главных документах, касающихся прав человека. В 1956 году была принята Дополнительная Конвенция об упразднении рабства, работорговли и институтов и обычаев, сходных с рабством.
Статья 4 Всеобщей декларации прав человека ООН гласит:

Никто не должен содержаться в рабстве или в подневольном состоянии; рабство и работорговля запрещаются во всех их видах.
— Всеобщая декларация прав человека. // Организация Объединённых Наций.
В Европе рабство запрещает Европейская конвенция о защите прав человека и основных свобод.

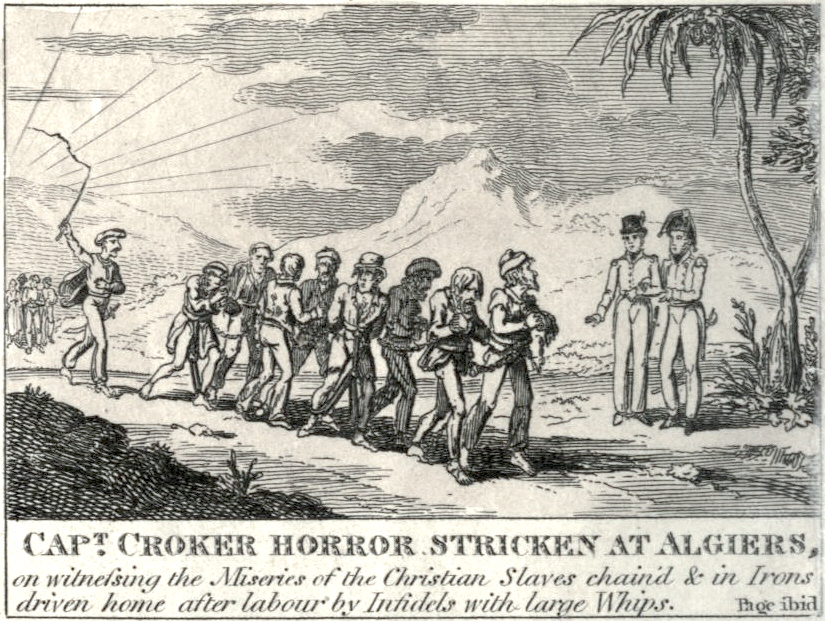
Рабы-христиане в Алжире, 1815

Международная организация труда (МОТ) определяет признаки того, что человек фактически превращён в раба, следующим образом: это нарушение трудовых прав, ограниченная свобода, невозможность уволиться, наличие на рабочем месте надсмотрщиков и охраны, применяемое к работникам насилие и так далее.
В российской литературе существовала традиция отождествлять крепостных крестьян с рабами, однако, несмотря на целый ряд сходных черт у рабства и крепостничества немало различий‚ связанных в первую очередь с обществами‚ в которые они встроены (например, крепостные имели собственность и формально хозяин не имел права распоряжаться их жизнью, в то время как раб обычно собственности иметь не может, сам является собственностью рабовладельца и тот вправе лишить его жизни). Следует полагать, что для отдельных исторических периодов, особенно до середины XVII столетия, рабство и крепостничество в России не могут быть полностью приравнены. Международное право относит крепостное состояние к обычаям и институтам, сходным с рабством.

## Сущность рабства и положение раба

### Появление рабовладения
Для достижения эффективности производства жизненно необходимо разделение труда. При организации такого разделения тяжёлый (прежде всего, физический) труд является наименее привлекательным. На определённом этапе развития общества (когда развитие технологий обеспечило производство работником большего объёма продукции, чем необходимо ему самому для поддержания жизни), военнопленных, которых прежде убивали, стали лишать свободы и принуждать к тяжёлому труду на хозяина. Люди, лишённые свободы и превращённые в собственность господина, стали рабами.
На первых стадиях развития единственным, а в дальнейшем весьма существенным источником рабов у всех народов служила война, сопровождавшаяся пленением воинов противника и похищением людей, проживающих на его территории. Институт рабства возникал у разных народов одновременно с развитием классового общества, то есть по мере перехода от собирательства и охоты к сельскому хозяйству и скотоводству (см. неолитическая революция). Охотники-собиратели побеждённых в плен не брали, поскольку в этом не было экономического смысла.
Сначала появилось патриархальное рабство, при котором рабство не было основой для производства и было рассчитано на удовлетворение потребностей патриархальной семьи. При таком виде рабства рабы обычно жили в одном доме со своими хозяевами, женщины могли быть наложницами хозяина.

### Положение раба
С точки зрения философа Варрона, раб представляет собой лишь «говорящее орудие», одушевлённую собственность, вьючный скот (на языке римского права — res, то есть вещь). Рабы обычно используются как рабочая сила в сельскохозяйственном и другом производстве, в качестве слуг либо для удовлетворения иных потребностей хозяина. Вещный характер раба, прежде всего, выражается в том, что все продукты рабского труда становятся собственностью владельца; зато и забота о прокормлении и о других нуждах рабов лежит на хозяине. Раб не имеет своей собственности, он может распоряжаться лишь тем, что господин пожелает дать ему. Раб не может вступать в законный брак без разрешения господина, продолжительность брачной связи — если она дозволена — зависит от произвола рабовладельца, которому принадлежат также и дети раба. Как и всякая составная часть имущества, раб может стать предметом всевозможных торговых сделок.

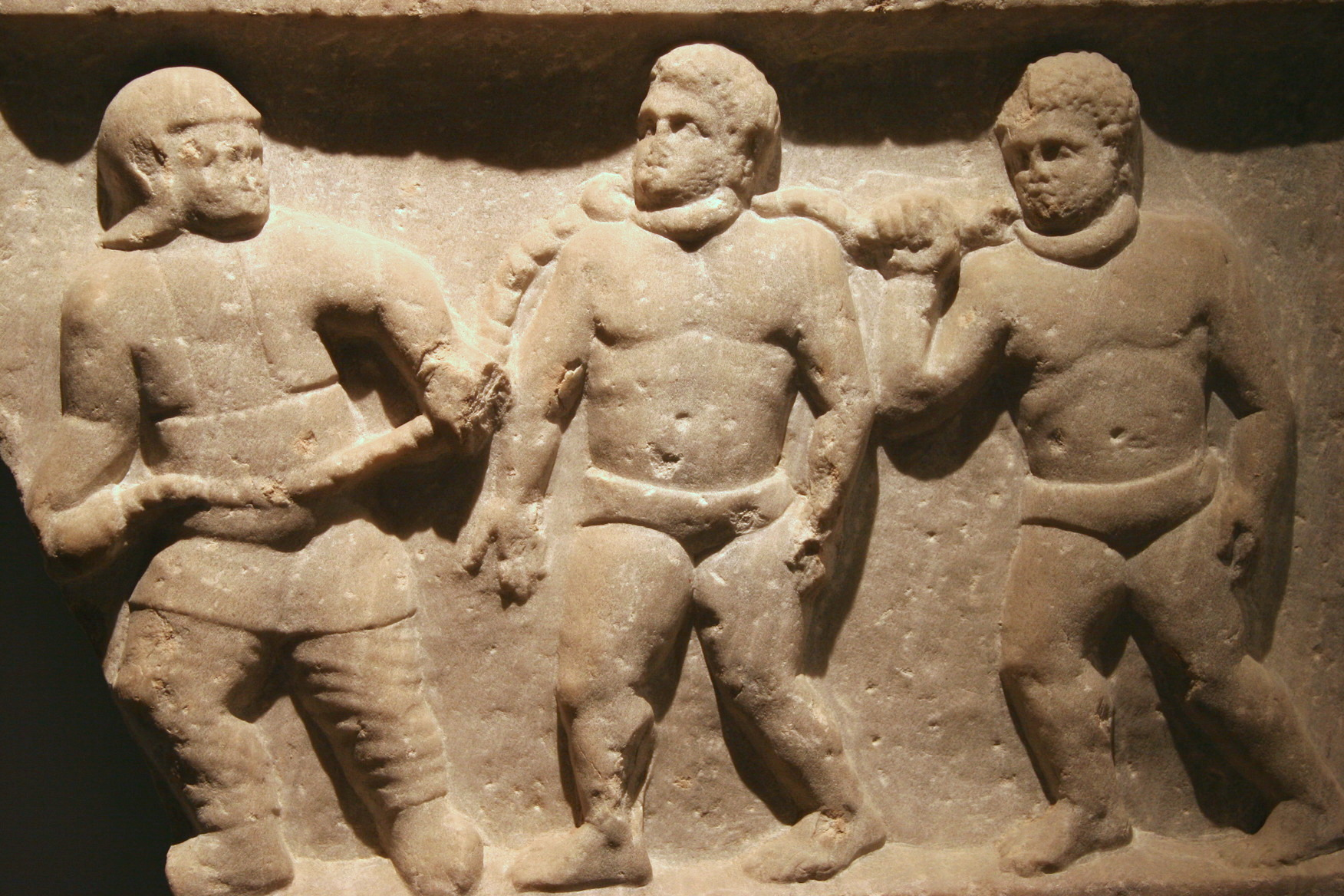
Рабство в Древнем Риме

Условия жизни раба определяются лишь гуманностью или выгодой рабовладельца. Первая была и остаётся редкостью; вторая заставляет действовать различно в зависимости от того, насколько трудно доставать новых рабов. Процесс выращивания рабов с детства — медленный, дорогой, требующий достаточно большого контингента рабов-«производителей», поэтому даже абсолютно антигуманный рабовладелец вынужден обеспечивать рабам уровень жизни, достаточный для поддержания работоспособности и общего здоровья; но в местах, где добывать взрослых и здоровых рабов легко, их жизнью не дорожат и изнуряют работой.
Раб не является субъектом права как личность. Ни в отношении к своему господину, ни в отношении к третьим лицам раб не пользуется никакой правовой защитой как самостоятельное лицо. Господин может обращаться с рабами по своему усмотрению. Убийство раба господином — законное право последнего, а совершенное кем-то другим — рассматривается как покушение на имущество господина, а не как преступление против личности. Во многих случаях за ущерб, нанесённый рабом интересам третьих лиц, также несёт ответственность хозяин раба. Лишь на поздних этапах существования рабовладельческого общества рабы получили некоторые права, но весьма незначительные.

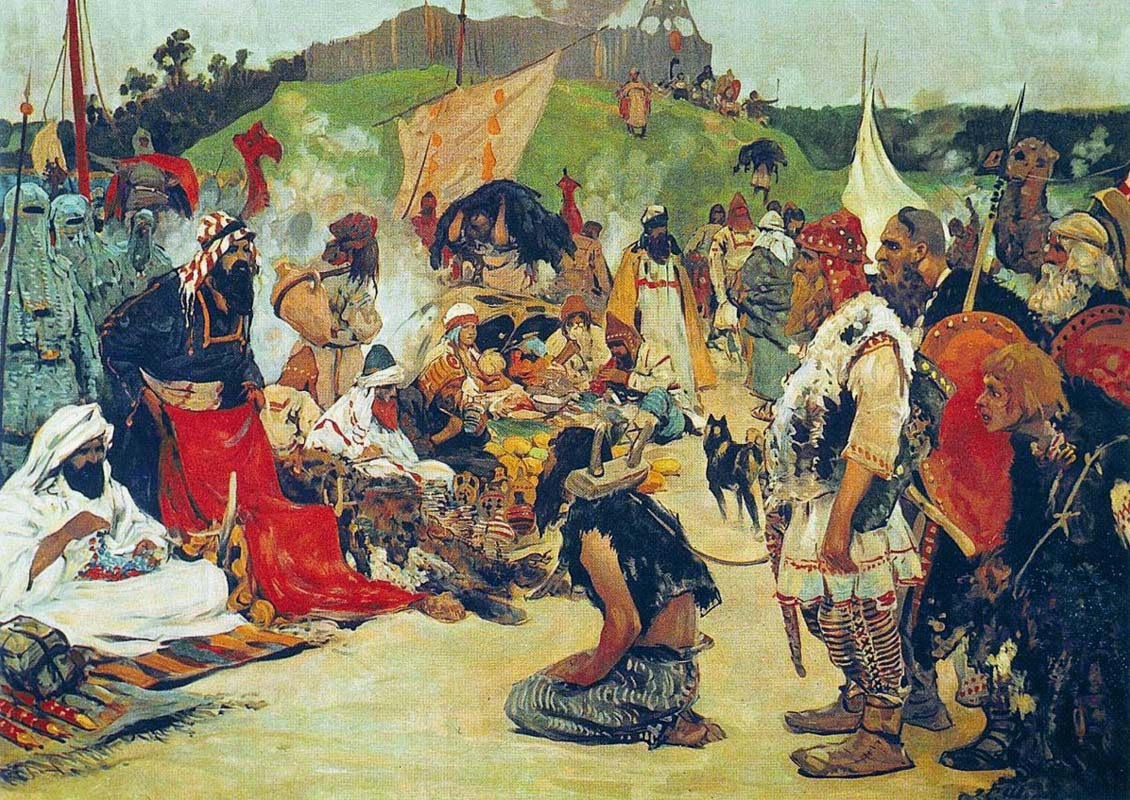
«Торг в стране восточных славян» Картина Сергея Иванова

### Работорговля

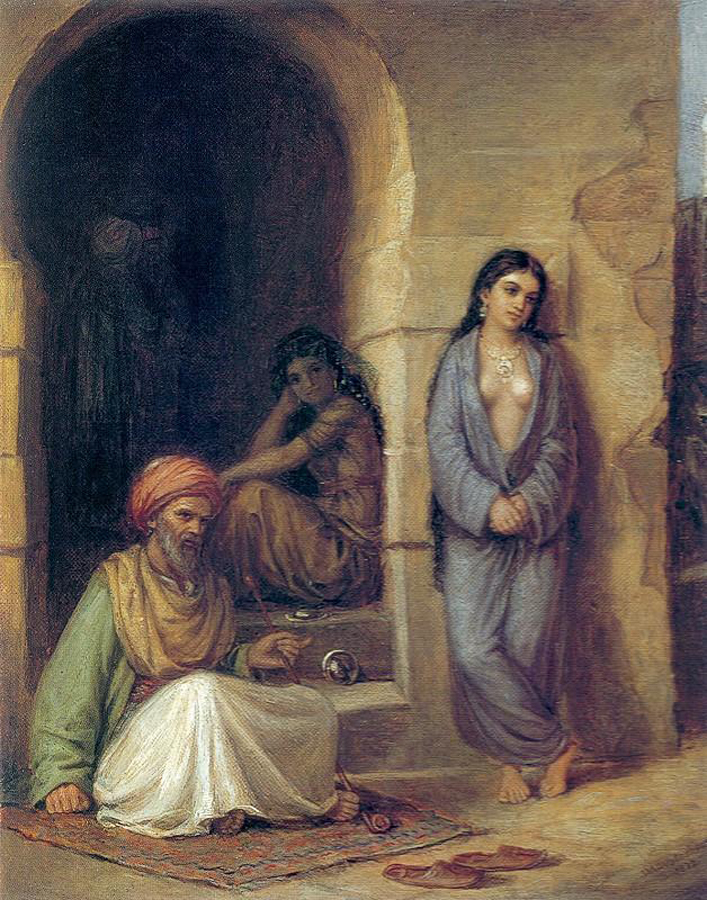
Джон Уильям Уотерхаус. «Рабыня» (1873)

Наибольший размах работорговля приобрела в Африке, которая начиная с XVI века стала главным поставщиком рабочей силы для плантационного хозяйства в Новом Свете. Работорговцы покупали рабов у местных правителей, ведущих регулярные войны с этой целью. Массовый захват чёрных рабов практиковался также арабскими правителями северо-западной части африканского континента. Количество вывезенных чёрных рабов оценивается по меньшей мере в 10 млн человек.
Крупным размахом отличалась также берберская работорговля в Средиземном море, основанная на пиратстве и набегах арабских работорговцев на прибрежные территории. По данным только из Туниса, Алжира и Триполи, с начала XVI века до середины XVIII было вывезено в рабство в Северную Африку от 1 млн до 1,25 млн европейцев (эти цифры не включают европейцев, которые были порабощены марокканскими и другими рейдерами и торговцами побережья Средиземного моря). Рынок рабов пришёл в упадок после того, как Швеция и США, а затем англо-голландский флот нанесли поражение берберским государствам в Берберийских войнах (1800—1815).
Кроме того, таможенная статистика XVI и XVII веков указывает, что вывоз рабов из Чёрного моря в Стамбул составил около 2,5 миллионов с 1450 по 1700 год.
В Англии (Великобритании)
В средние века в Англии работорговля была запрещена (в 1102 г.). В конце средневековья — начале нового времени (в 1698 году) английский парламент снова разрешил частным лицам заниматься работорговлей. Однако после дела Сомерсета в Англии (1772), Французской революции и начала войны с Наполеоном в 1807 г. британский парламент воспользовался моментом, чтобы сначала запретить кораблям доставку рабов во французские колонии. Затем аболиционисты Уилберфорс и Гренвиль добились распространения этого запрета и на другие страны, в том же году Королевский флот начал борьбу с работорговлей на побережье Западной Африки, что остановило поставку живого товара и через океан. Закон об отмене рабства в Великобритании был принят в 1833 году и не распространялся на Индию, где рабство было признано частью «национальной культуры».

### Психологические основы рабства
У любой элиты в любую историческую эпоху существует стереотипное оправдание рабства: раб — человек простой, наивный, который сиюминутно может быть подвержен корыстным, агрессивным, властным лицом к унижениям, которые могут быть выражены в виде доминирующих (часто, силовых) неестественных требований одного человека к другому с требованием беспрекословного подчинения любому требованию требующего.

### Экономическая эффективность рабского труда
В целом рабство в долгосрочной перспективе является экономически неэффективным. Однако историк и экономист Стэнли Энгерман в книге «Срок на кресте: экономика рабства американских негров», написанной в соавторстве с лауреатом Нобелевской премии по экономике Робертом Фогелем, доказывает, что рабовладельческая экономика на юге США не только не стагнировала, но даже процветала; норма прибыли на рабовладельческих плантациях Юга была не ниже, чем у владельцев северных промышленных предприятий, при этом рабовладельцы внедряли трудосберегающие технологии и модернизировали производства. К таким же выводам пришли и некоторые исследователи древнеримской экономики: при надлежащей организации хозяйства отдача от труда раба не уступала доходу от труда арендатора или наёмного работника.

## История рабовладения
На протяжении последних 5000 лет рабство существовало почти повсюду. Среди наиболее известных рабовладельческих государств — Древняя Греция и Рим. Рабство на Древнем Востоке имело много отличительных черт. В Древнем Китае понятие си, эквивалентное рабству, известно с середины II тысячелетия до н. э. В новое время рабство существовало в США и Бразилии, в незначительной степени — в Европе.

### Первобытное общество
Первые источники встречаются в период захвата семитскими племенами Шумера. Здесь встречается покорение захваченного народа и его подчинение господину. Древнейшие указания на существование рабовладельческих государств на территории Месопотамии относятся к началу третьего тысячелетия до н. э. В библейских источниках рабство описано было после потопа (Быт. 9:25). Древние патриархи имели многих рабов (Быт. 12:5, 14:14).

### Расцвет рабовладения

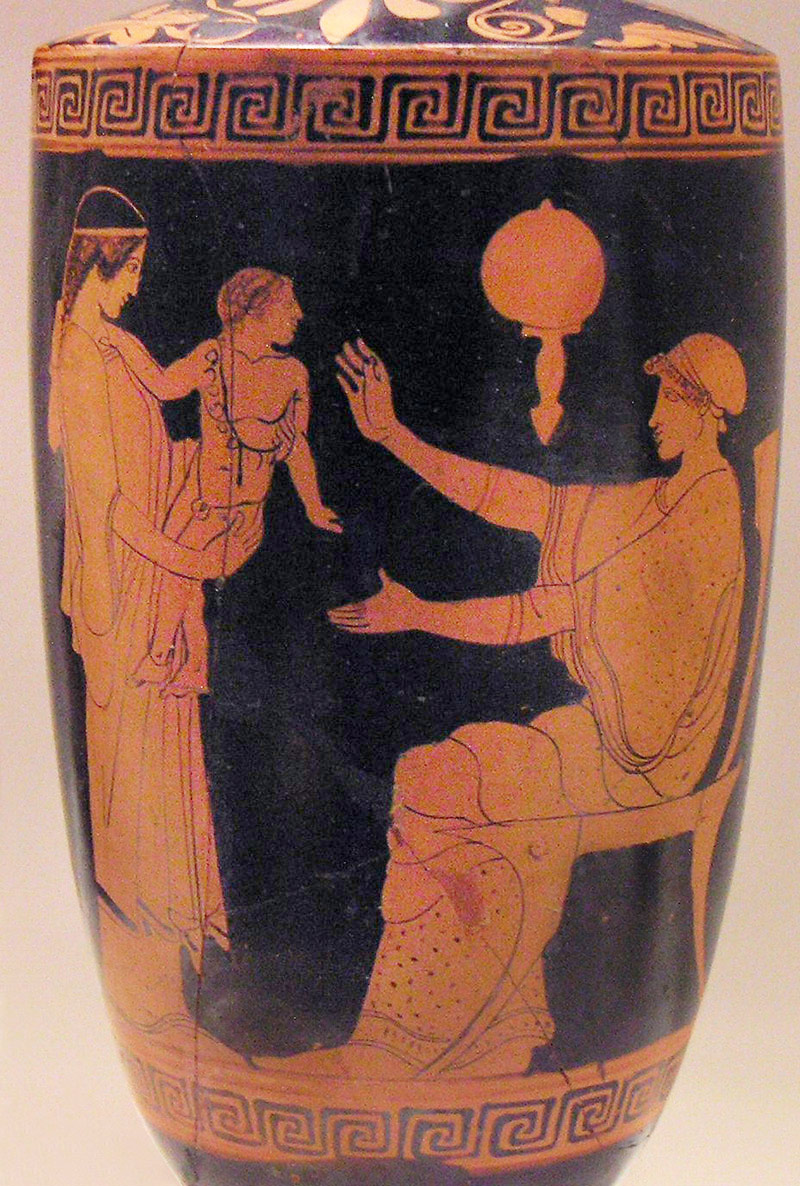
Рабыня передаёт ребёнка в руки матери. Изображение на древнегреческом лекифе, V век до н. э.

Рабство появилось и распространилось в обществах, перешедших к сельскохозяйственному производству. Пользование рабским трудом стало экономически оправданным и, естественно, широко распространилось. В этой системе рабы составляли особый класс, из которого обычно выделялась категория личных, или домашних рабов. Положение прочих рабов, лично мало известных господину, часто почти не отличалось от положения домашних животных, а иногда бывало и худшим. По мере роста культуры и образованности общества среди домашних рабов выделился ещё один привилегированный класс — рабы, ценность которых определялась их знаниями и способностями к наукам и искусствам.
Положение рабов постепенно изменялось к лучшему. Изменение отношения к рабам сначала отражалось в религиозных предписаниях и обычаях, а затем и в писаных законах (закон сначала взял под защиту домашних животных, и только потом — рабов). Появились правила, регулировавшие освобождение раба, положение рабыни, забеременевшей от своего господина, положение её ребёнка; в некоторых случаях обычай или закон давал рабу право переменить своего господина.

### Переход от рабовладения кфеодализму, рудименты рабства в средневековой Европе
Уничтожить институт рабовладения смогла лишь коренная перемена экономических условий, чему способствовало само рабовладение, воздействуя в прогрессивном смысле на общественную организацию. Неизбежно наступал момент, когда при невольничьем труде производство переставало возрастать, при том что содержание раба постоянно дорожало. Всё это подрывало институт рабства. Масштабы использования рабского труда сузились, класс рабов-земледельцев исчез.

### Рабство в средневековых государствах Передней Азии

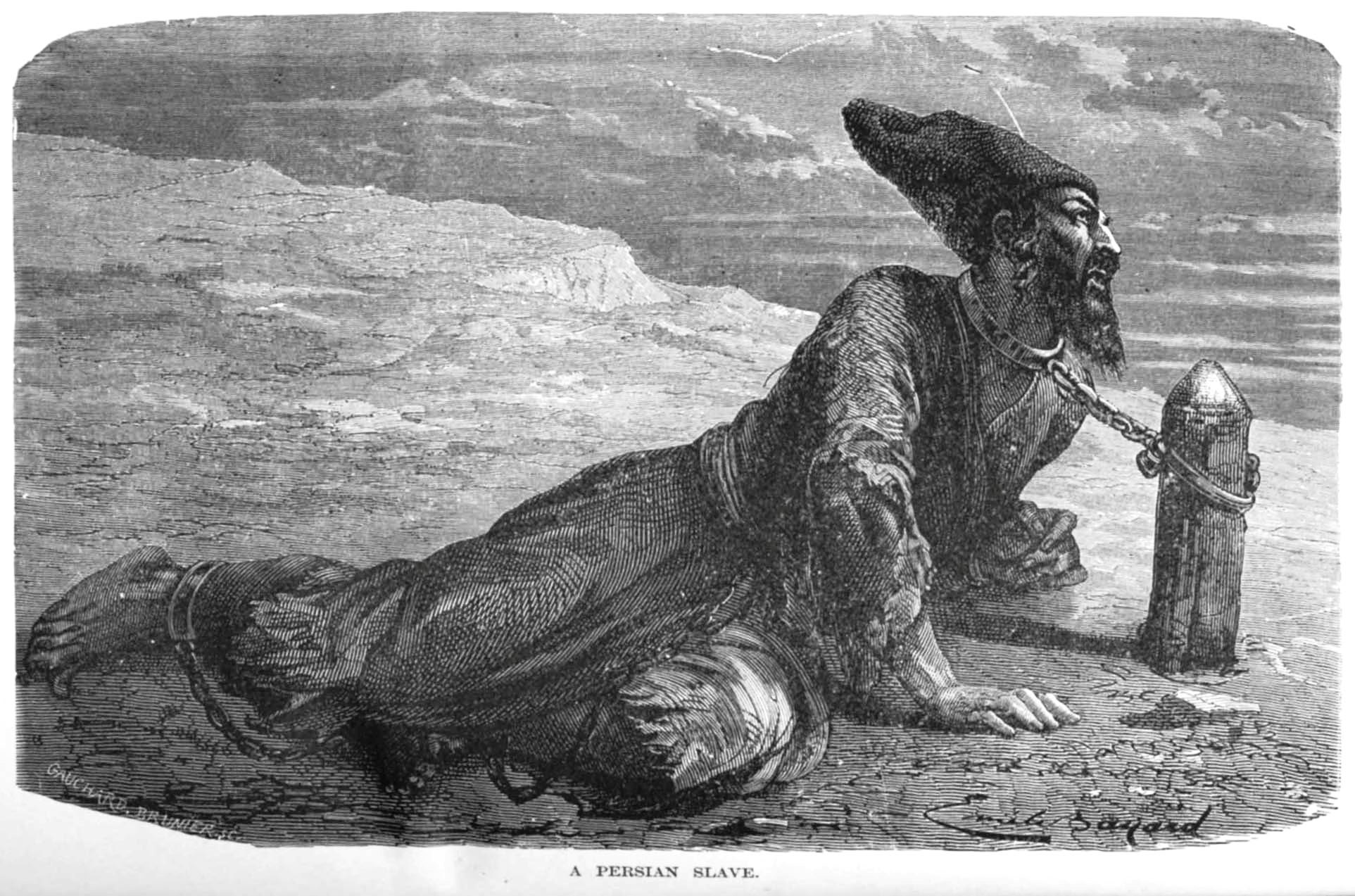
Персидский раб. Хивинское ханство, XIX век

На рабском труде африканцев держалась экономика южного Ирака вплоть до восстания зинджей. Высокая концентрация восточноафриканских рабов и тяжёлые условия их существования позволили хариджитам превратить зинджей в ударную силу организованного ими восстания, известного как Восстание зинджей (869—883 годов). В результате восстания зинджам удалось установить свой контроль над всем Нижним Ираком. В результате колоссального напряжения сил аббасидским халифам всё-таки удалось это восстание подавить.
Рабский труд и работорговля были важной частью экстенсивной экономики средневековых азиатских государств, созданных кочевниками, таких как Золотая Орда, Крымское ханство и ранняя Османская Турция (см. набеговое хозяйство). За счёт рабов, вывезенных из Причерноморья, пополнялась мамелюкская гвардия династий Аббасидов и Айюбидов. Крымское ханство, сменившее монголо-татар в северном Причерноморье, также активно занималось работорговлей. Общее число рабов, прошедших через крымские рынки, оценивается в три миллиона человек.

### Рабство в Новое время

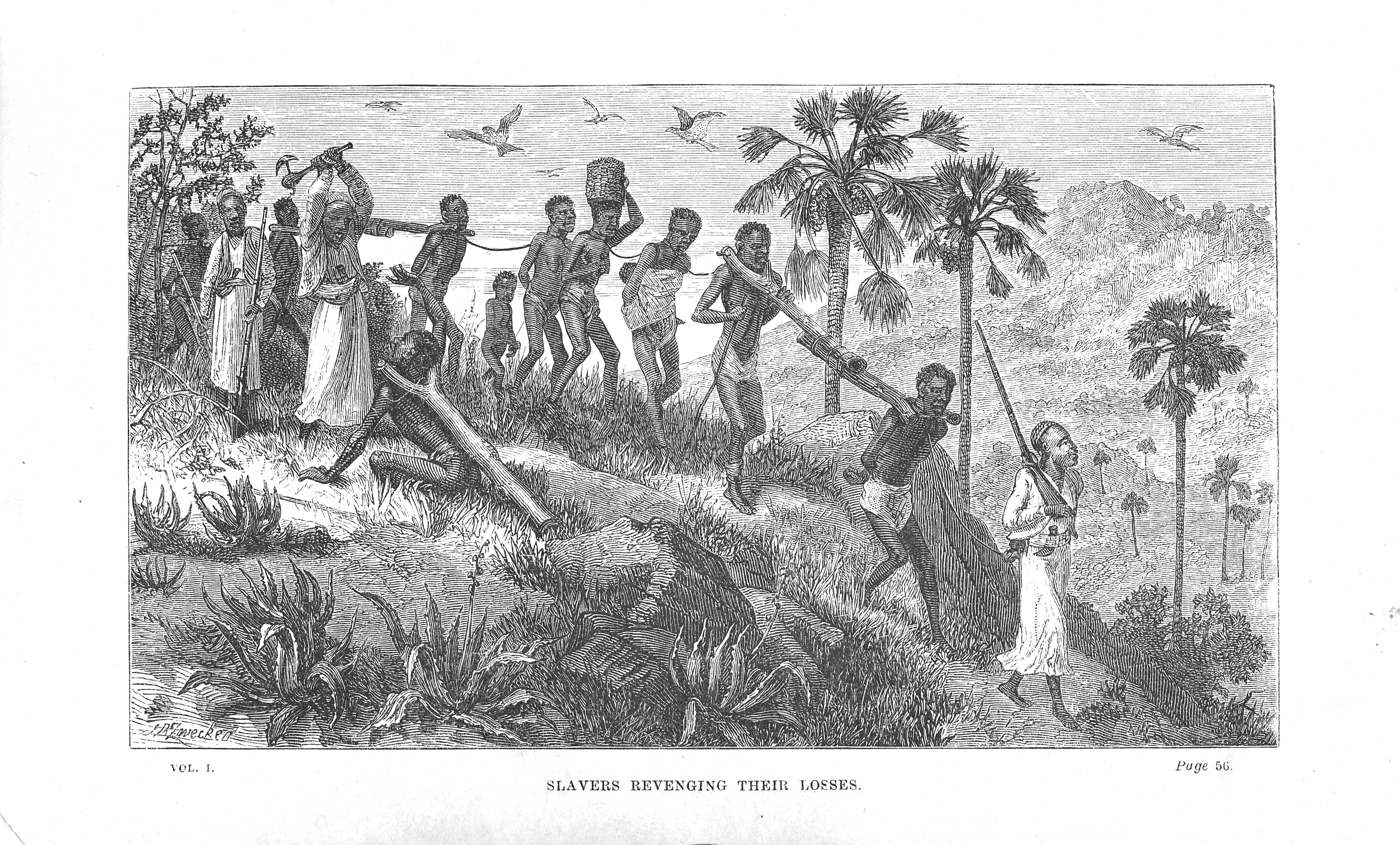
Арабская работорговля, Восточная Африка, XIX век

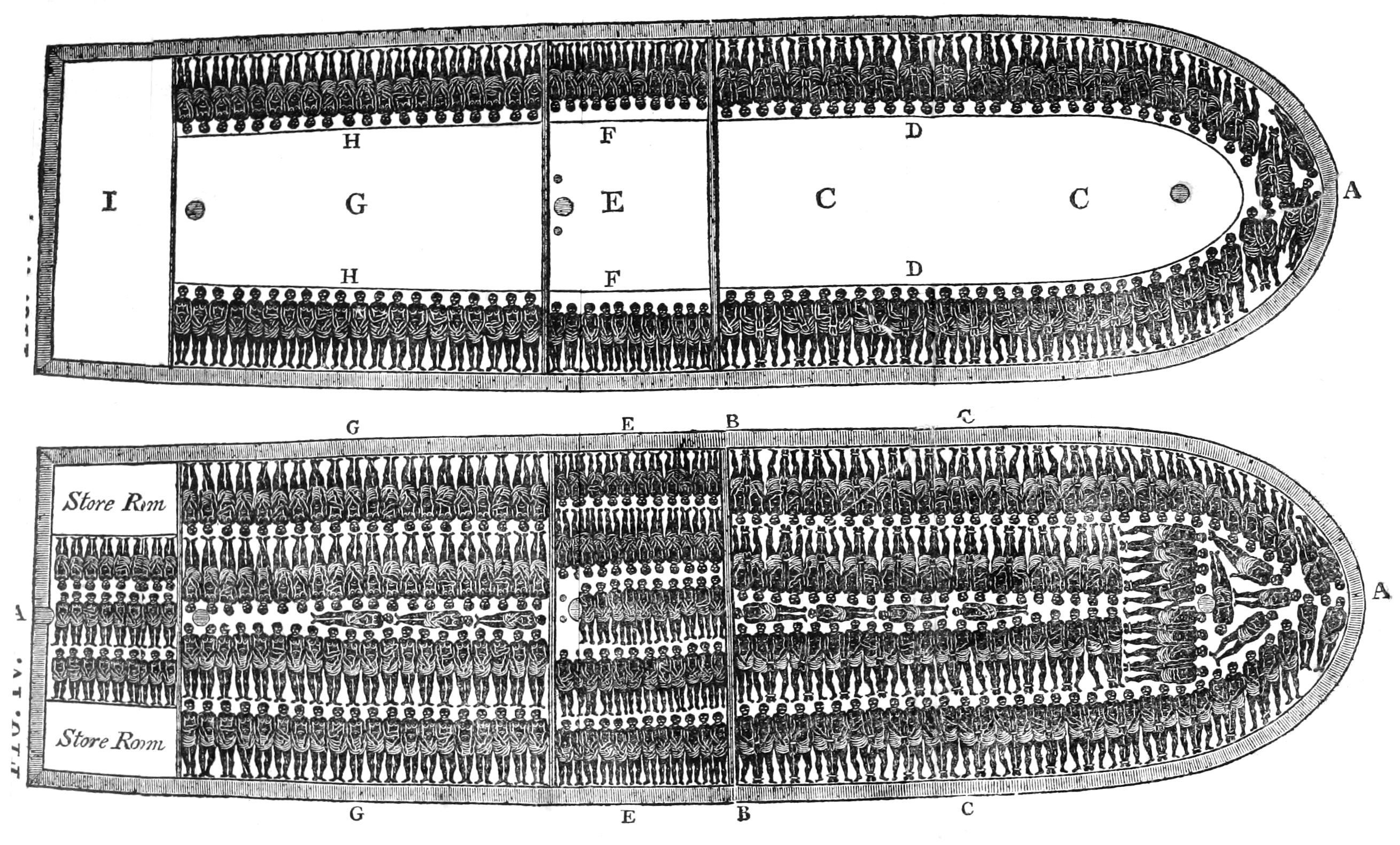
Размещение рабов на корабле работорговцев

В исламских государствах Северной Африки рабство существовало вплоть до колонизации этих земель европейцами в XIX веке; основными источниками рабов были как африканцы, так и пленные европейцы. В Мавритании, которую европейцы колонизировали сравнительно поздно, рабство продолжало существовать и в колониальный период, и даже после обретения независимости.
Рабство, практически повсеместно в Европе заменённое крепостничеством, было восстановлено в Новом Свете в XVI веке, после начала эпохи великих географических открытий. В ходе освоения белыми европейцами Африки обнаружилась возможность достаточно легко получить практически неограниченное количество работников, захватывая и обращая в рабство коренных африканцев.
27 декабря 1512 года испанское правительство запретило использовать в колониях американских индейцев как рабов, однако одновременно разрешило ввозить в Новый Свет рабов из Африки. Использование рабов-африканцев было весьма выгодным для плантаторов. Во-первых, негры в среднем были лучше приспособлены для изнурительного физического труда в жарком климате, чем белые европейцы или индейцы; во-вторых, вывезенные далеко от мест обитания собственных племён, не имеющие никакого представления о том, как вернуться домой, они были менее склонны к побегам.
Так началась массовая трансатлантическая работорговля, которая процветала вплоть до XIX века. Африканцев захватывали в их родных землях (как правило, сами же африканцы), грузили на корабли и отправляли в Америку. Основным перевозчиком африканских рабов были британские работорговцы. Крупнейшими пунктами базирования их судов были Ливерпуль и Бристоль. В течение 400 лет в Америку было ввезено более 17 миллионов рабов (не считая умерших при перевозке)

В Азии африканские рабы использовались мало, поскольку в этом регионе гораздо выгоднее было использовать на работах многочисленное местное население («рабочие-кули»).

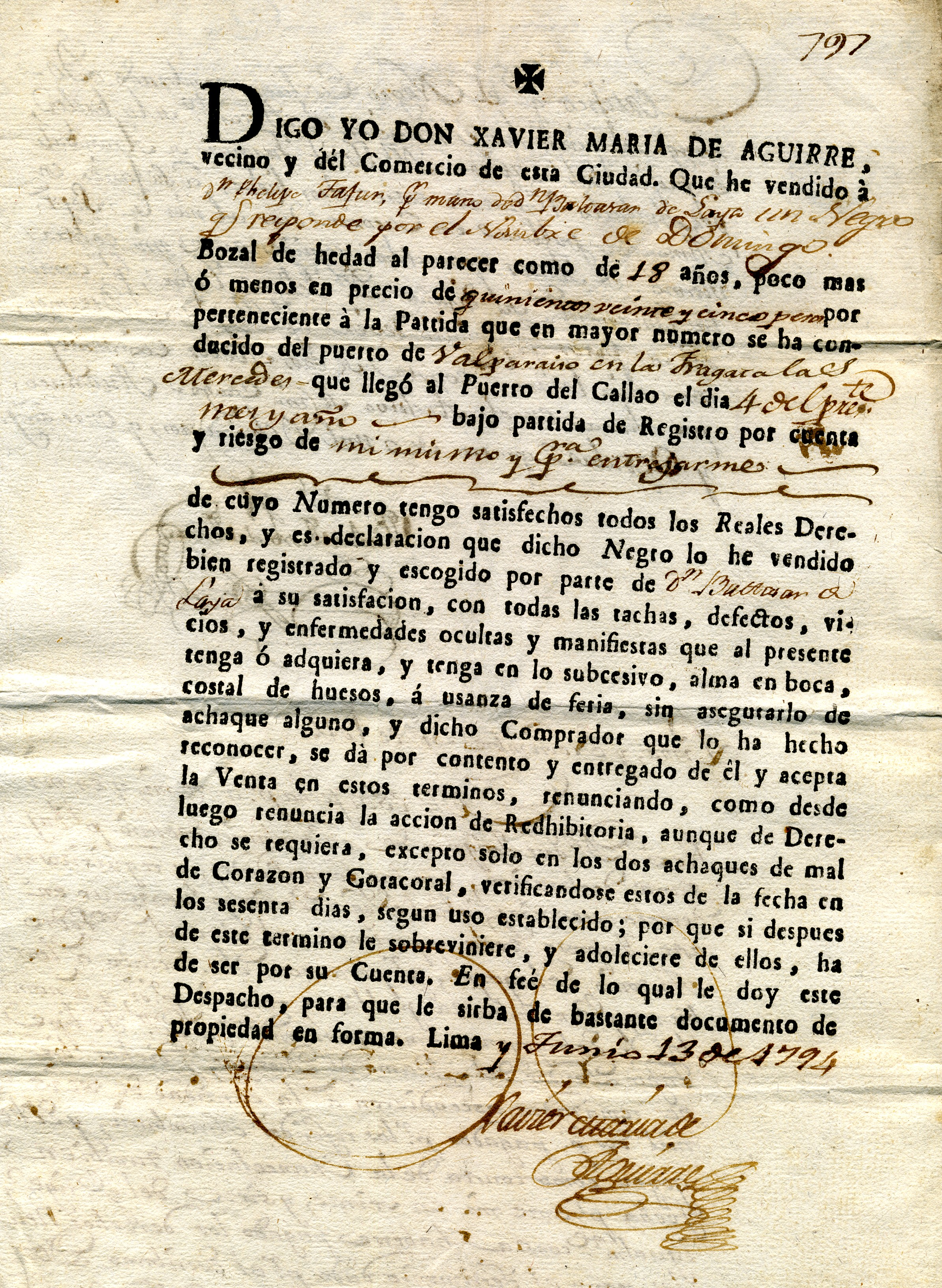
Лимо-перуанский договор о рабстве 13 октября 1794 года

Выгоды от плантаций хлопка и сахарного тростника и возраставшая цена рабов в Южных штатах США побуждали принимать всевозможные меры для охраны института рабства и для удержания рабов в подчинённом положении.
В Канаде, где был более холодный климат и не было необходимости в массовой рабочей силе на плантациях, рабство было перенято европейцами у местных индейских племён. Численность рабов в Канаде никогда не была высокой, среди них преобладали индейцы-пленники (пани), захваченные другими племенами и проданные европейским колонистам, но также было небольшое количество чёрных рабов. Поскольку католическая церковь активно поощряла обращение рабов в христианство и их приём в общину, фактически рабство в Канаде пришло в упадок ещё до его формального запрета британским законом.
Жалкая участь негров-рабов стала возбуждать еще в XVIII веке протесты со стороны более развитой части общества. В Великобритании появилось движение за отмену рабства (аболиционизм). В 1765 году лондонский врач Гренвилль Шарп спас жизнь чернокожего раба, привезённого хозяином из Барбадоса, до полусмерти избитого и брошенного на улице. Когда через два года хозяин встретил бывшего раба и заточил его у себя дома, Шарп через суд добился освобождения своего пациента, утверждая, что рабство аморально и противоречит английским законам.
В конце XVIII века в Великобритании состоялось несколько шумных судебных процессов, поколебавших представления о законности рабства и послуживших прецедентом для последующей борьбы аболиционистов в судебных органах.
Так, в 1772 году некий Чарльз Стюарт попытался схватить своего беглого раба по имени Джеймс Сомерсет и сослать его на Ямайку для работы на сахарных плантациях. Будучи в Лондоне, Сомерсет был крещён, и его крёстные родители опротестовали решение рабовладельца в суде, требуя соблюдения британского закона Хабеас корпус. Судья Мюррей в своём решении от 22 июня 1772 г. заявил:

Состояние рабства таково, что в настоящее время невозможно обосновать его в суде, опираясь на простой здравый смысл или общие соображения о природе или политике; оно должно иметь законные основания; ...ни один хозяин никогда не мог здесь взять раба силой и продать за границу за то, что он уклоняется от выполнения своих обязанностей или по каким-либо иным причинам; мы не можем сказать, что это разрешено или оправдано каким-либо законом этого королевства, поэтому этот человек должен быть освобождён.Оригинальный текст (англ.)The state of slavery is of such a nature, that it is incapable of now being introduced by Courts of Justice upon mere reasoning or inferences from any principles, natural or political; it must take its rise from positive law; ...no master ever was allowed here to take a slave by force to be sold abroad because he had deserted from his service, or for any other reason whatever; we cannot say the cause set forth by this return is allowed or approved of by the laws of this kingdom, therefore the man must be discharged.
— Цитируется по публикации в газете General Evening Post от 21-23 июня 1772 г

### Отмена рабства в Новом Свете
В 1801 году рабство было отменено в Сан-Доминго в результате Гаитянской революции — единственного в истории успешного восстания рабов.
В США возраставшее напряжение между свободными Северными и рабовладельческими Южными штатами привело к сецессии южных штатов и Гражданской войне, в ходе которой были освобождены миллионы рабов. В первое время после войны, под влиянием недоверия к южанам, правительство Соединённых Штатов вызвало негров к деятельному участию в выборах и в управлении. Но вскоре оказалось, что управление, составленное из менее культурных элементов, привело к отягощению южных штатов долгами и к разного рода злоупотреблениям. С прекращением военного положения на Юге и возвращением полноправия белым в усмирённых штатах, они получили возможность к более полному осуществлению самоуправления, которым и воспользовались, прежде всего, для отстранения негров от участия в законодательной, судебной и административной деятельности (см. законы Джима Кроу).

Позже всего освободили рабов-негров в Бразилии, где негры наиболее смешались с португальцами и индейцами. По переписи 1872 года здесь насчитывалось 3787 тысяч белых, 1954 тысяч негров, 3802 тысяч метисов и 387 тысяч индейцев; из негров было около 1,5 млн рабов. Первым шагом к отмене рабства было запрещение в 1850 году ввоза рабов. В 1866 году были освобождены рабы монастырей и некоторых учреждений; в 1871 году объявлены свободными все дети, рождённые в Бразилии, освобождены все казённые и императорские рабы и учреждён особый фонд для выкупа ежегодно определённого числа рабов. В 1885 году освобождены все рабы старше 60 лет. Лишь в 1888 году последовало полное освобождение остальных рабов. Эта мера послужила одним из причин военного переворота, в результате которого была упразднена монархия в лице императора дона Педру II и установлена президентская республика во главе с маршалом Деодору да Фонсека.

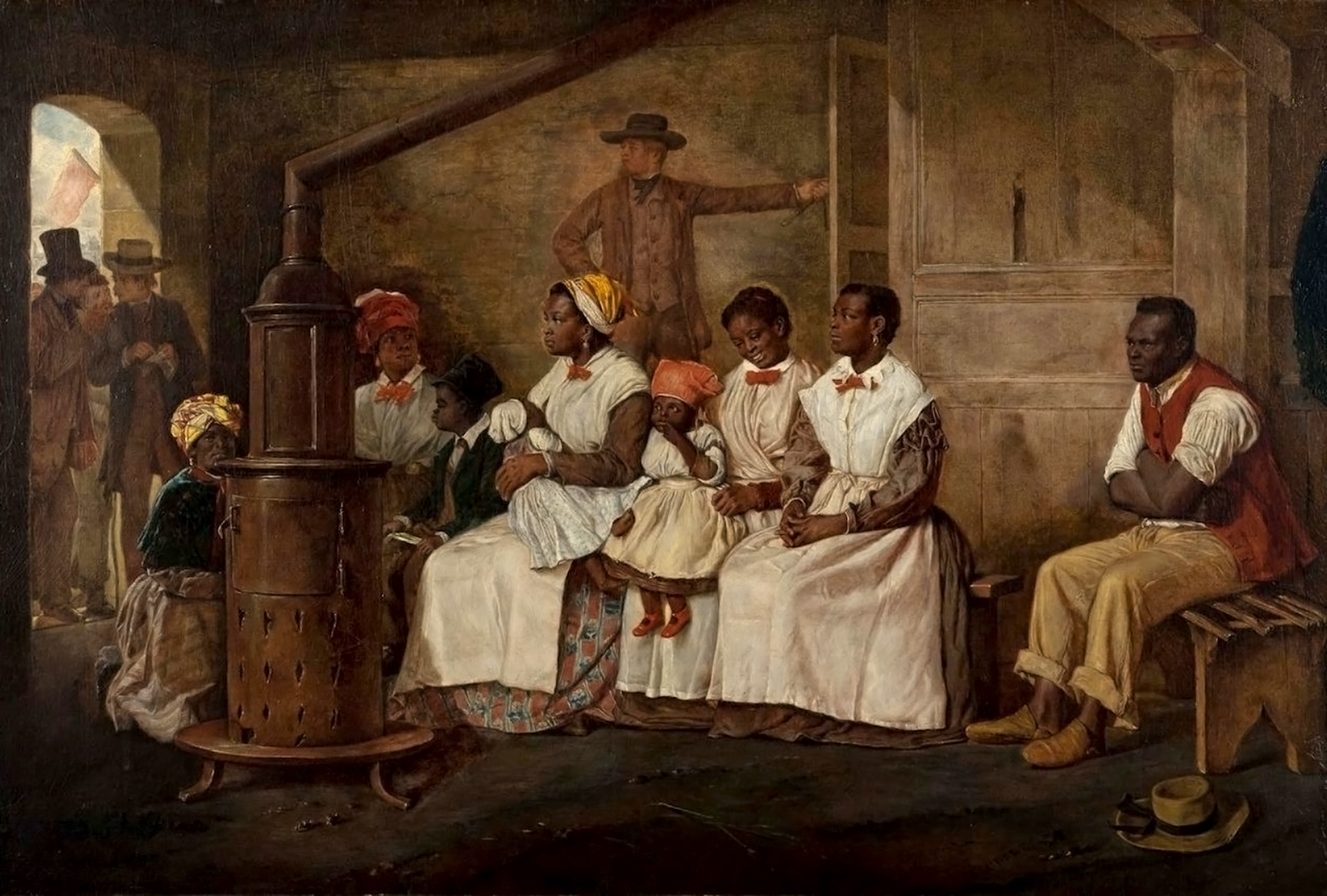
Рабы в ожидании продажи: Ричмонд (Виргиния)
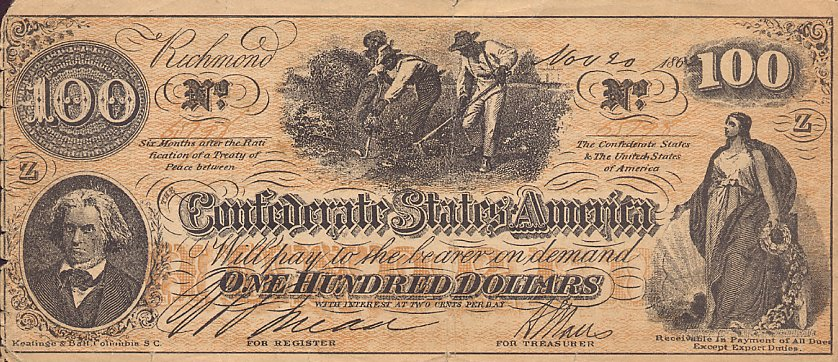
100 долларов КША с изображением негров-рабов на плантации. Ричмонд, 1862
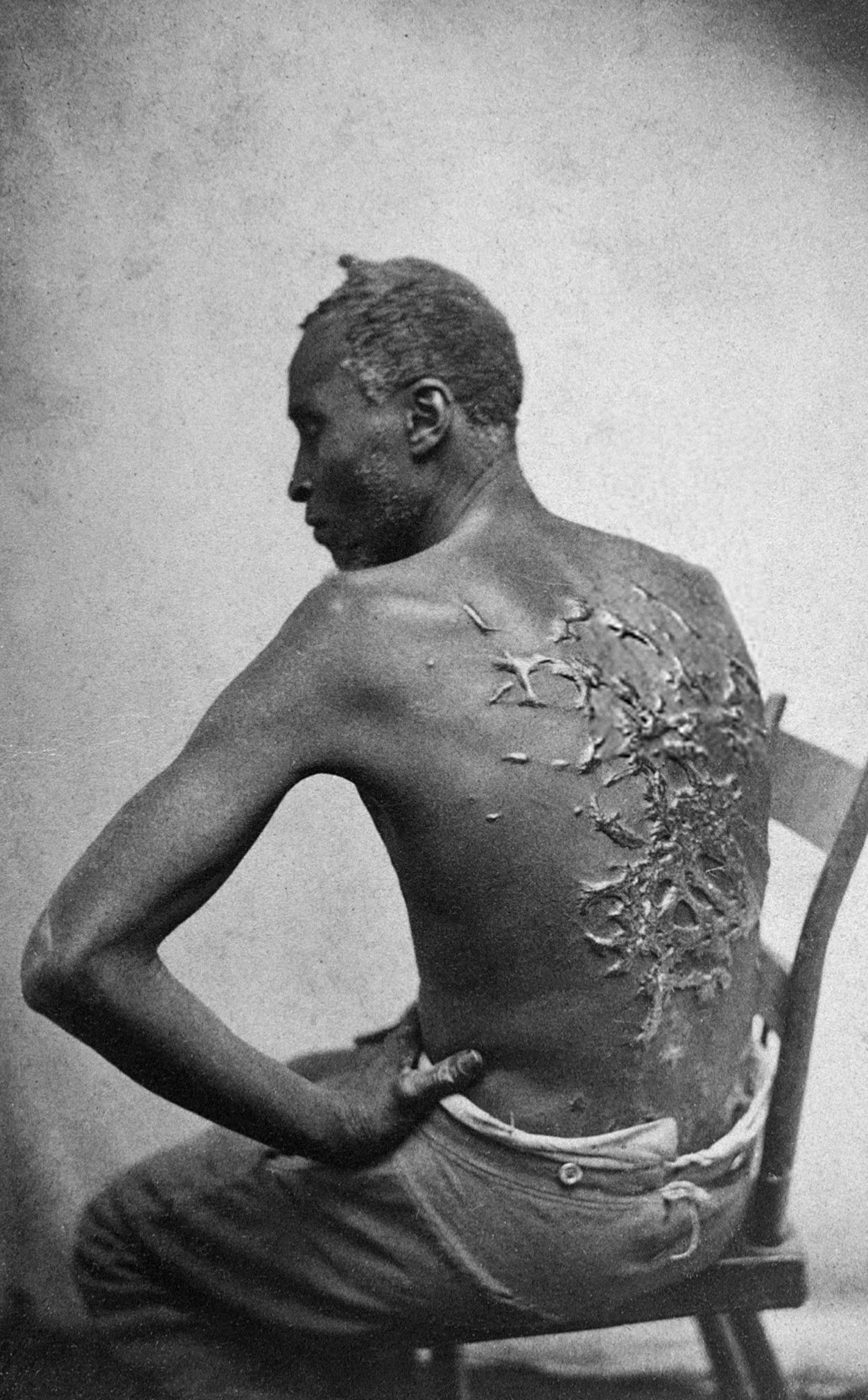
Гордон, раб из Луизианы, 1863 год. Шрамы — результат наказания плетью

## Прекращение работорговли и отмена рабства
В XVIII веке рабство начало осуждаться деятелями движения Просвещения. К началу XIX века большинство правительств европейских стран признали необходимость отмены рабовладения. В 1807—1808 годах был запрещён ввоз африканских рабов в США и британские колонии. К 1833 году было полностью запрещено рабовладение в Британской империи. В США рабство было отменено лишь в 1865 году (см. Тринадцатая поправка к Конституции США. Последним штатом, официально ратифицировавшим эту поправку, был Миссисипи в 2013 году). В публицистической литературе того времени в этот перечень нередко включают также отмену в 1861 году крепостного права в России. Рабство в Бразилии было упразднено в 1888 году, в Китае — в 1910 году. В 1948 году рабство было объявлено незаконным во Всеобщей декларации прав человека. В Саудовской Аравии рабовладение стало незаконным с 1962 года. Последней страной, где было отменено рабство, стала Мавритания, — в 1981 году.
См. также Хронология отмены рабства и крепостного права по странам.

## Современное состояние
В современном мире торговля людьми занимает третье место по доходности, после торговли наркотиками и оружием. Количество людей, находящихся в различных формах рабства, оценивалось в 2016 году в 45,8 млн человек. В мировой практике торговля людьми может осуществляться в разных сферах эксплуатации:
- попрошайничество (дети, включая младенцев, и инвалиды);
- сексуальная (женщины и дети: секс-индустрия, производство порнографии);
- трудовая (потогонная система, неформальная экономика, производство контрафакта, детский труд, домашнее рабство);
- прочие виды (принудительные суррогатное материнство, трансплантация органов, усыновление/удочерение, участие в вооружённых формированиях и т. п.).

### Распространённость рабства на начало XXI века

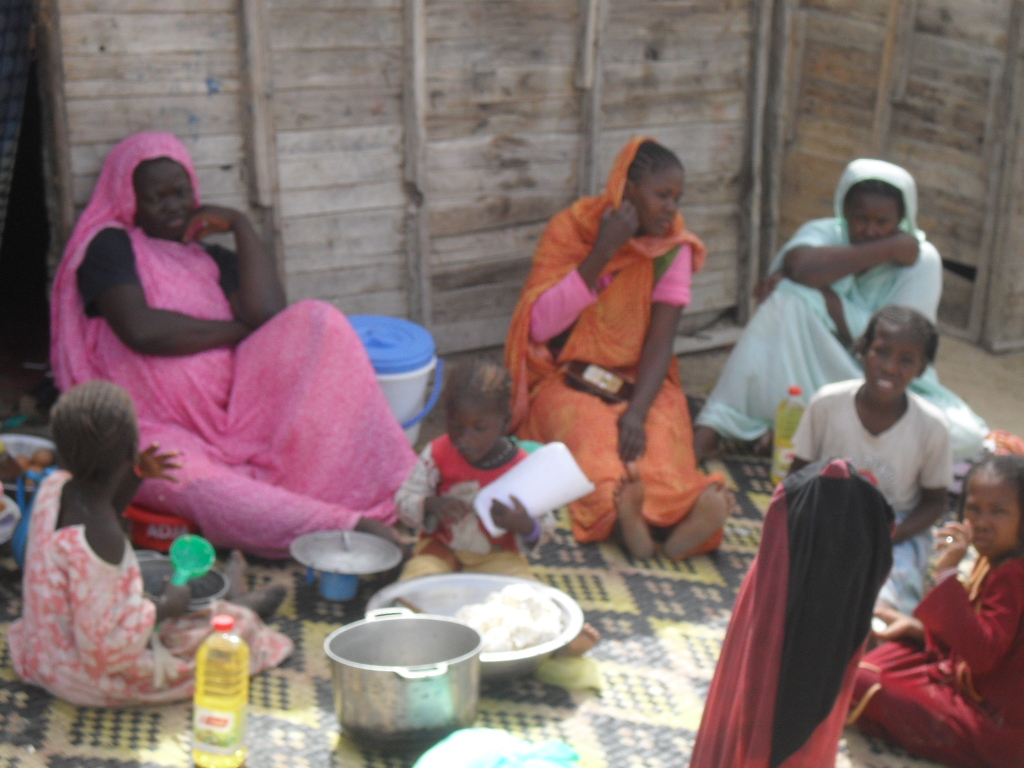
Представители касты рабов Харатин в Мавритании

В настоящее время рабовладение официально запрещено во всех государствах мира. В Эфиопии долговое рабство формально существовало до 1977 года. Последний по времени запрет на владение рабами и использование рабского труда был введён в Мавритании в июле 1981 года (хотя де-факто запрет не действует).
Поскольку юридического права на рабовладение в настоящее время не существует, то не существует и классического рабовладения как формы собственности и способа общественного производства, кроме, вероятно, ряда упомянутых ниже по тексту слаборазвитых стран, где запрет существует лишь на бумаге, а реальным регулятором общественной жизни выступает неписаный закон — обычай. По отношению же к «цивилизованным» государствам более корректным здесь является термин «принудительный, несвободный труд» (unfree labour).
Некоторыми исследователями даже отмечается, что после перехода работорговли на нелегальное положение доходы от неё не только не уменьшились, но даже возросли. Стоимость раба, при сопоставимом сравнении с ценами XIX века, упала, а доход, который он может приносить, вырос. На современных аукционах в Ливии стоимость раба начинается со 100 американских долларов за голову. Несмотря на законодательный запрет, количество рабов в современном мире не только не уменьшается, но и растёт, увеличившись с 40 миллионов в 2016 году до почти 50 млн в 2021 году.

### В классических формах
В формах, типичных для классического рабовладельческого общества, рабство продолжает существовать в государствах Африки и Азии, где формальный его запрет произошёл относительно недавно. В таких государствах рабы занимаются, как и многие века назад, сельскохозяйственными работами, строительством, добычей полезных ископаемых, ремёслами. По данным ООН и правозащитных организаций, наиболее тяжёлое положение сохраняется в таких странах как Судан, Мавритания, Сомали, Ангола, Пакистан, Индия, Непал, Мьянма. После интервенции, рабство расцвело и в Ливии. Официальный запрет на рабовладение в этих государствах либо вообще существует только на бумаге, либо не подкрепляется сколько-нибудь серьёзными карательными мерами в отношении рабовладельцев.
Так, в Мавритании потомки порабощённых много поколений назад чернокожих составляют касту рабов, которыми владеют арабы. Рабство передаётся по наследству: дети рабов принадлежат хозяевам своих родителей. Количество рабов в стране оценивается в 600 000 человек, что составляет 20 % населения, это наивысший процент в мире.

### Наёмное рабство
В терминологии критиков капитализма (социалистов, коммунистов, анархистов) — свойственное капитализму положение, при котором работник де-юре работает по собственной воле, а де-факто вынужден торговать собственной рабочей силой, чтобы выжить.

### Экономика современного рабства
По данным МОТ, общий доход, получаемый от незаконного использования принудительного труда, составляет не менее 150,2 млрд долл. в год.
При этом наибольшие доходы, порядка 99 млрд долл., приходятся на использование рабского труда в секс-индустрии.
Около 34 млрд долларов в год приносят рабы, занятые в строительстве, промышленности и на добыче полезных ископаемых, 9 млрд долл. в год — сельскохозяйственные рабы, 8 млрд долл. — домашняя прислуга.
В абсолютных цифрах наибольший доход приносит рабство в Азиатско-Тихоокеанском регионе — 51,8 млрд $, но связано это с большим количеством рабов; в пересчёте на одного раба доход относительно невелик и составляет порядка 5 тыс. $ в год. В европейских странах и США ежегодная прибыль с каждого раба выше в 6—7 раз, что даёт в совокупности порядка 46,9 млрд $ в год.

## Рабство в религии

### В Библии
Исследуя Библию можно прийти к выводам, что рабство представлено в ней не только как элемент общественного строя, но и как форма выживания в условиях неразвитой экономики. Во времена голода или стихийных бедствий, неблагоприятных сельскохозяйственных годов свободные люди нередко отдавали себя в рабство более состоятельным представителям своего народа либо соседним народам, чтобы иметь шансы на выживание. Еврейский народ, по библейской истории, был выведен Моисеем из рабства в Египте. В некоторых заповедях, данных через Моисея, евреям говорилось как обращаться с рабами. Библия предписывает покупать у других народов, и такие люди становятся собственностью, которая может быть передана в наследство и сохраняется за хозяином навечно.
Ной проклял своего внука Ханаана, сказав, что тот будет рабом рабов своих братьев, за то, что Хам (сын Ноя и отец Ханаана) зашёл к пьяному обнажённому отцу, увидел его наготу и рассказал об этом братьям, проявив таким образом неуважение к отцу.
Авраам, библейский праведник, согласно Ветхому Завету, имел множество рабов, в том числе которых приобрёл, когда отдал свою жену фараону Египта. Во время отбивания у царя Кедорлаомера своего племянника Лота, а также имущества, женщин и народа Авраам вооружил 318 своих рабов.
Рабы и скот должны отдыхать вместе с хозяином в седьмой день покоя. Рабам также предусмотрено праздничное веселье наряду с хозяином и всеми его домочадцами. Наказание для рабыни, обручённой с вольным человеком и переспавшей с другим, смягчается тем, что она несвободная и в этом случае оба избегают наказания смертью. За убийство собственного раба предусматривалось наказание его хозяину (в том случае, если раб немедленно умирал, если же он жил ещё день или два, то наказание отменялось, так как раб является собственностью хозяина). За нанесение физического ущерба рабу хозяин должен отпустить своего раба на волю.
Жизнь раба оценивалась в тридцать сиклей серебра: столько необходимо заплатить его хозяину, если раба до смерти забодал вол.

### В христианстве
Вслед за апостолами, Отцы Церкви допускали рабство. Новый завет говорит о том, что если возможно человеку стать свободным, то лучше воспользоваться. Это была многовековая составляющая жизни и экономики древнего мира, существовавшая многие века, и они не знали другой альтернативы. Каноны Православной церкви запрещают принимать раба в клир или монашество без согласия господина, запрещают рабам уклоняться от служения господам и вступать в брак без воли господина.
В развёрнутом трактате 1859 года о христианском понимании рабства и свободы св. Игнатий (Брянчанинов) пишет, что «и Слово Божие, и Церковь, как Вселенская, так и Российская, в лице святых Отцов, никогда и ничего не говорили о уничтожении гражданского рабства», однако «освобождение рабов всегда признавалось Церковию добрым делом, делом милости, делом братской христианской любви».
Римские папы осуждали рабство и, в частности, запрещали обращать в рабство индейцев (Пий II объявил рабство «великим преступлением» в 1462 году). В 1537 году Павел III, в 1639 — Урбан VIII, в 1741 — Бенедикт XIV повторяли этот запрет в отношении индейцев. В то же время, некоторые папы (Николай V и Павел III) допускали рабство военнопленных, захваченных в ходе «справедливой войны» и отказывающихся принимать христианство.

### В исламе
Ислам допускает существование рабства и считает освобождение раба одним из богоугодных дел. По исламскому законодательству, все мусульмане изначально свободны. Невозможно обратить мусульманина в рабство в мусульманских владениях, в том числе и за долги. Из жизни пророка Мухаммеда известно, что у него было в общей сложности до двух десятков известных по имени рабов, освобождённых им в разное время.
В исламе запрещено делать рабами единоверцев, но этот запрет не распространяется на людей, исповедующих другие конфессии и атеистов. Поэтому во многих исламских обществах рабство в том или ином виде существует до сих пор, хотя официально оно было запрещено в течение XX века во всех исламских странах. В частности, в некоторых исламских странах до сих пор распространено обращение женщин в сексуальное рабство, а в Мавритании при официальном запрете рабовладения оно имеется в скрытой форме, в виде крепостного права: жители прикреплены к земле, и её владелец, в частности, может продать землю вместе с жителями.
В «Исламском государстве» рабство существует в XXI веке в открытую.

## В культуре

### В кинематографе
- Апокалипсис
- Амистад
- Камышовый рай
- 12 лет рабства
- Джанго освобождённый
- Спартак (фильм, 1960)
- Свободный штат Джонса
- Освобождение
- Продукты 24

### В литературе
- Унесённые ветром
- Хижина дяди Тома
- Рабыня Изаура (роман)